# بازکاربری

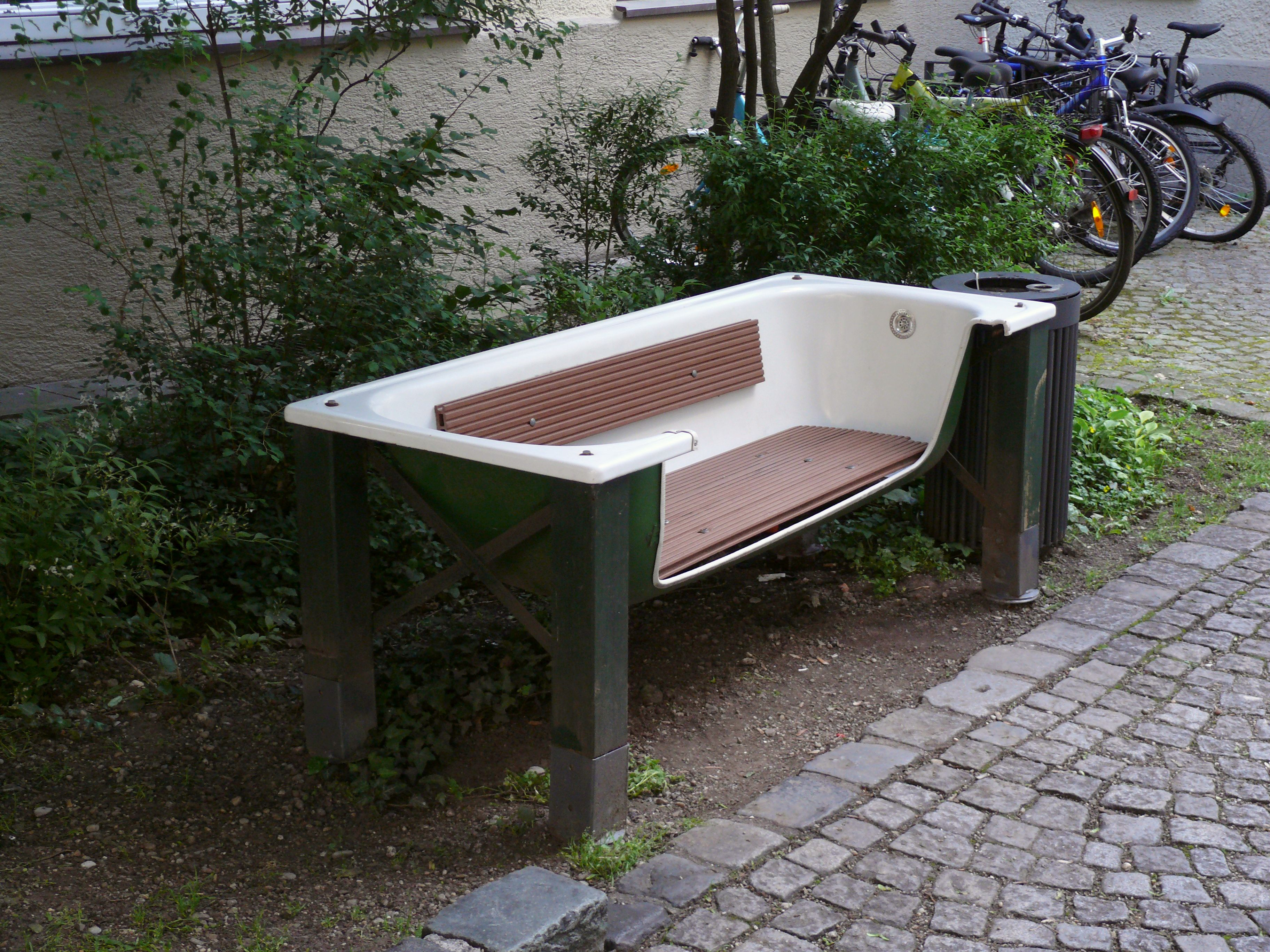
یک وان حمام در یک نیمکت در مونیخ

بازکاربری، بازکاربرد یا کاربرد دوباره (به انگلیسی: Reuse)، عبارت است از اقدام یا تمرین کاربرد از یک کالا، چه برای هدف اصلی آن (کاربرد دوبارهٔ معمولی) و چه برای انجام یک کارکرد متفاوت (کاربرد دوباره خلاقانه یا هدف‌گذاری دوباره). باید آن را از بازیافت متمایز کرد، که عبارت است از تجزیه کالاهای به‌کاررفته برای ساخت مواد خام برای تولید محصولات جدید. کاربرد دوباره - تنها با گرفتن آن، اما نه پردازش دوباره از کالاهای به‌کاررفته پیشین - به صرفه‌جویی در زمان، پول، انرژی و منابع کمک می‌کند. در شرایط اقتصادی گسترده‌تر، می‌تواند محصولات باکیفیت را با امکانات محدود در اختیار مردم و سازمان‌ها قرار دهد و در عین حال، مشاغل و فعالیت‌های تجاری ایجاد کند که به اقتصاد کمک می‌کند.

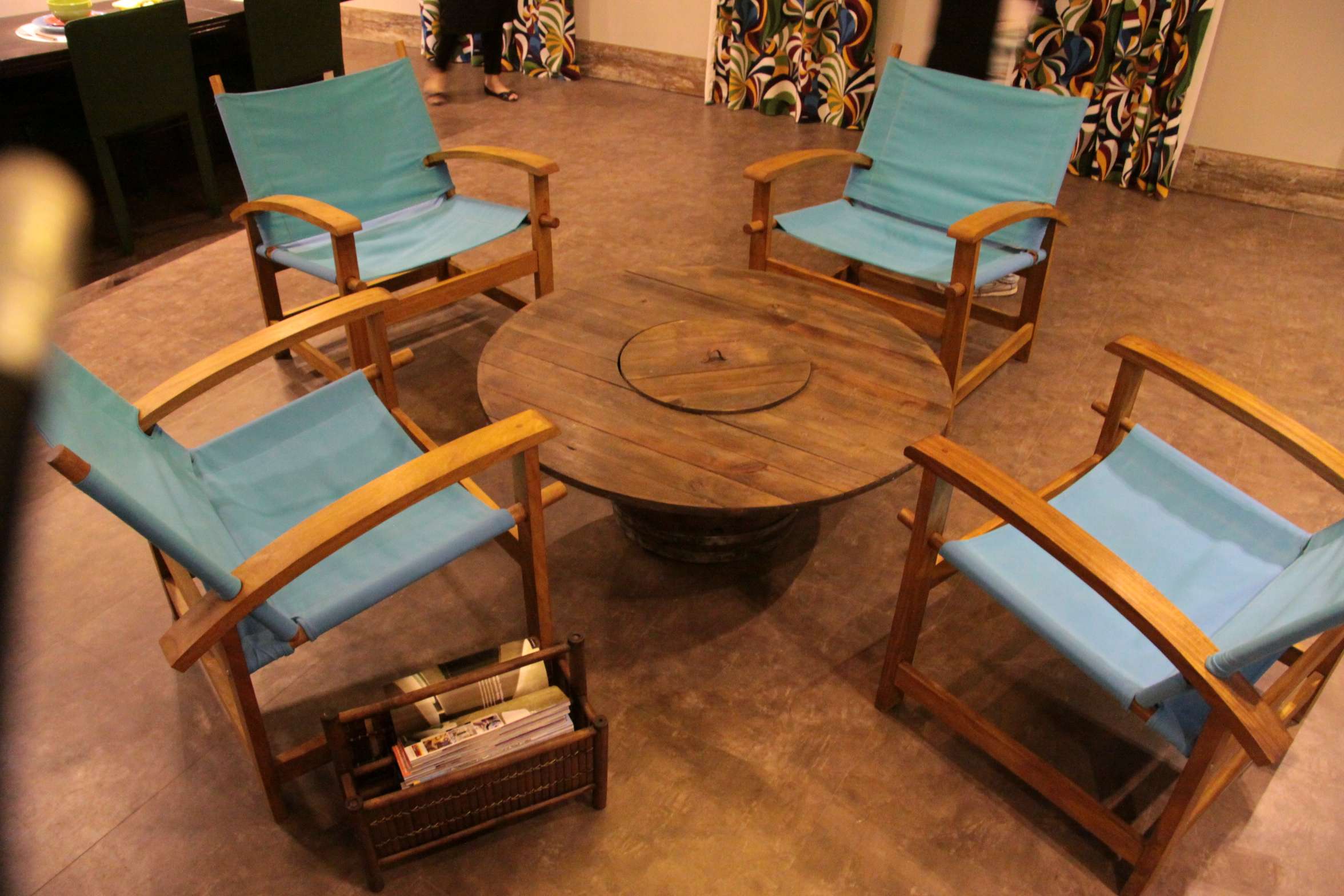
یک چرخ کابل برقی که دوباره به عنوان میز مرکزی استفاده می‌شود